# Jules Devlieger
Jules Devlieger est un professeur d’éducation physique, militant[réf. nécessaire] et importateur du handball en Province de Liège, né en 1889 à Izegem et mort en 1975 à Liège.

## Biographie
Jules Devlieger est un gymnaste belge originaire d'Izegem.
Il fut surtout connu pour deux choses : la première est qu'avec Delo, Rousseau, Jules Loie, Gaston Bridoux, Chapeau, Louis Monnier, Bodson, Daxbeek, Kiersbulch et Drèze il fonda une fédération pour le sport ouvrier en Belgique[réf. nécessaire].
La seconde est qu'en 1921, alors que Jules accompagnait le club de gymnastique de l'Union Beynoise Gymnastique aux Olympiades Ouvrières de Prague, il découvrit le handball qu'il décida d'importer en Belgique et surtout en Province de Liège avec l'aide de ses amis Joseph Demaret et Clément Lambinon.
Jules créa une section handball dans son club de gymnastique alors que ses camarades fondèrent des clubs tels que le ROC Flémalle, le H.Villers 59, l'Unie de Liège.
La salle de gymnastique qui porte son nom à Fléron et propriété de la Province de Liège est toujours en activité et le club de gymnastique UBGYM y assure toujours des cours pour gymnastes de tous âges.